# Scomberomorus guttatus
Scomberomorus guttatus es una especie de peces de la familia Scombridae en el orden de los Perciformes.

## Morfología
• Los machos pueden llegar alcanzar los 76 cm de longitud total.

## Distribución geográfica
Se encuentra desde el Golfo Pérsico, India y Sri Lanka hasta el sureste de Asia, Hong Kong y el Mar del Japón.